# 內之田站
內之田站（日语：／ Uchinoda eki */?）是位於宮崎縣日南市北鄉町，九州旅客鐵道（JR九州）的日南線車站。

## 車站構造
車站與宮崎縣道430號並行，採用簡易車站模式，沒有站房，月台部份就設於馬路旁，因月台和路面有高度差距，因設備用梯級。月台外設有小型避線，亦有一座單車停泊亭。

### 月台
只有側式月台一座，列車不能在此交會。月台長度約為90米，有效長度為4輛。本月台只設有一個以水泥長櫈及鐵皮所搭成的有蓋候車亭、以及一個兼備月台站牌及車站站牌功能的看板而已。
列車靠站時，往志布志方向為右側上落；往宮崎方向為左側上落。
| 路線    | 上下行 | 方向                   |
| ------- | ------ | ---------------------- |
| ■日南線 | 上行   | 南宮崎、宮崎方向       |
| ■日南線 | 下行   | 油津、南鄉、志布志方向 |

## 歷史
- 1941年10月28日：志布志線油津至北鄉之間開通，此站啟用[2]。
- 1957年10月1日：停止手提行李提取服務[3]。
- 1963年5月8日：日南線 南宮崎至此站之間開通，志布志線部分路段編入至日南線[1]。
- 1978年3月：月台延長40米至90米有效長度[4]。
- 1987年4月1日：隨國鐵分割民營化，車站由九州旅客鐵道（JR九州）營運[5][6]。
- 2022年4月1日：隨九州旅客鐵道宮崎支社（日语：九州旅客鉄道宮崎支社）成立，從鹿兒島支社轉移[7]。

## 使用狀況
車站附近皆為農地，民居只有靠近月台的數戶，使用量明顯偏低。本站與大藤地區的中心區域相距約500米，日南線雖然也途經但並沒有設站，另一個集落松永地區亦與車站相距約700米，作用有限。2015年度的每日平均使用人數只有10人。JR九州自2016年度起只公佈首300位車的使用人數，本站遠遠未能達到，甚至連日均使用量超過100人，列入排行榜後方的附錄表也沒有達到。
近年的乘車人次如下：
| 年度     | 1日平均 乘車人次 |
| -------- | ---------------- |
| 1996     | 15               |
| 1997     | 17               |
| 1998     | 15               |
| 1999     | 16               |
| 2000     | 16               |
| 2001     | 15               |
| 2002     | 15               |
| 2003     | 13               |
| 2004     | 12               |
| 2005     | 14               |
| 2006     | 16               |
| 2007     | 16               |
| 2008     | 15               |
| 2009     | 15               |
| 2010     | 14               |
| 2011     | 15               |
| 2012     | 17               |
| 2013     | 12               |
| 2014     | 9                |
| 2015     | 10               |
| 2016以後 | <100             |

## 相鄰車站
九州旅客鐵道（JR九州）
■日南線
■觀光特急「海幸山幸」、■快速「日南Marine號」
通過
■普通
北鄉－內之田－飫肥

## 外部連結
- JR九州內之田站